# Parque Iberoamérica
El Parque Iberoamérica es un espacio verde urbano ubicado en el sector La Esperilla del Distrito Nacional, en Santo Domingo, República Dominicana. Inaugurado en diciembre de 2012 por el entonces alcalde Roberto Salcedo, este parque ocupa el terreno del antiguo Parque Zoológico Nacional y se ha convertido en un punto de encuentro para la recreación, el ejercicio y la cultura en la capital dominicana.
Entre sus principales atractivos destacan un gimnasio público de 300 metros cuadrados, una calle peatonal de 700 metros, una amplia zona infantil y la emblemática Cueva de Santa Ana, conocida por sus formaciones geológicas y petroglifos prehispánicos. Además, el parque alberga el Anfiteatro Municipal Nuryn Sanlley, con capacidad para 2,700 personas, y está rodeado por instituciones culturales como el Conservatorio Nacional de Música y la Escuela Elemental de Música Elila Mena.

## Historia
El terreno que hoy ocupa el Parque Iberoamérica ha tenido múltiples usos a lo largo del tiempo. Inicialmente, fue parte del Parque Zoológico Nacional y posteriormente albergó el parque de atracciones “Quisqueya Park”. También formó parte del recinto donde se celebraba la Feria del Libro. La Cueva de Santa Ana, ubicada dentro del parque, es una dolina con cuevas que contienen petroglifos prehispánicos, lo que añade un valor histórico y arqueológico al lugar.
En diciembre de 2012, el parque fue reinaugurado como Parque Iberoamérica, en honor a los 24 países de la región iberoamericana, cuyas banderas ondean en su interior. Desde entonces, se ha consolidado como un espacio para actividades culturales y recreativas, incluyendo la celebración anual de “Brillante Navidad”, un espectáculo de luces que atrae a miles de visitantes.
En 2020, la Alcaldía del Distrito Nacional, bajo la gestión de Carolina Mejía, llevó a cabo un proceso de remozamiento del parque. Las mejoras incluyeron la extensión de la verja perimetral, reparación de puertas y baños, diseño y plantación de jardineras, retiro de furgones, asfaltado del parqueo, y la restauración de la Cueva de Santa Ana. También se instalaron dispensadores de fundas para desechos de mascotas y se colocaron pasos peatonales en las calles paralelas.
En 2024, el parque fue escenario de la exposición de la Menina “Monumentos de Dominicana”, una obra del artista Angurria que celebra los monumentos más emblemáticos del país. Esta pieza formó parte de la exposición urbana Meninas Madrid Gallery en España antes de ser exhibida en Santo Domingo.